# Puig Saiada
El Puig Saiada és una muntanya de 620 metres que es troba entre els municipis d'Olesa de Bonesvalls, a la comarca de l'Alt Penedès i de Begues, a la comarca del Baix Llobregat.